# إدوين ر. أوفرول
إدوين ر. أوفرول المعروف باسم إدوين ر. ويليامز (25 أغسطس عام 1835 - 31 يوليو عام 1901) هو مناصر لإبطال العبودية وناشط حقوق مدنية أمريكي برز على الساحة السياسية في مدينتي شيكاغو وأوماها. انخرط أوفرول في نشاطات الحركة الإبطالية وشبكة السكك الحديدية تحت الأرض اللتين اتخذتا من كنيسة كوين تشابل بشيكاغو مركزًا لهما خلال خمسينيات وستينيات القرن التاسع عشر. بادر أوفرول إلى تجنيد الرجال السود في شيكاغو حتى يلتحقوا في صفوف جيش الاتحاد إبان الحرب الأهلية الأمريكية. انتقل بعدها إلى مدينة أوماها عقب انتهاء الحرب وهناك لعب دورًا في تأسيس الرابطة الوطنية الأمريكية الأفريقية بالإضافة إلى تأسيس أحد الأفرع المحلية الأخرى المنبثقة عنها. كان أول شخص من أصحاب البشرة السوداء يترشح لعضوية المجلس التشريعي الخاص بولاية نبراسكا في عام 1890. خسر أوفرول الانتخابات ولكن أضحى صديقه ماثيو ريكتس أول أمريكي من أصولٍ أفريقية يُنتخب عضوًا في مجلس ولاية نبراسكا التشريعي. كذلك كان أوفرول زعيمًا في الحركة العمالية النقابية بمدينة أوماها.

## حياته
ولد إدوين عبدًا في مقاطعة سانت تشارلز الواقعة بولاية ميزوري بتاريخ 25 أغسطس عام 1835. كان اسم عائلة والده هو أوفرول. ولد إدوين على الأرجح لأَمَة لقب عائلتها هو ويليامز ولذلك استعمل «ويليامز» اسمًا لعائلته خلال النصف الأول من حياته. اشتغل إدوين خلال صباه في أحد المزارع وانتقل بعدها إلى شيكاغو ملتحقًا بمدرسة جونز في نحو عام 1855. درس القانون في شيكاغو في عام 1861 غير أنه انقطع عن دراسته على إثر دخوله في ضائقةٍ مالية. انتقل إلى مدينة أوماها في أواخر ستينيات القرن التاسع عشر.
تزوج إدوين من م. ل. بلاكبيرن المنحدرة من سينسيناتي في عام 1859. كان لأوفرول الكثير من الأولاد ألا وهم إدا وغريس فيكتوريا وفلورنس إستر ونورمان موراي ومود وغاي وأويلا. عملت ابنته أويلا كمعلمة في مدارس أوماها الحكومية خلال الفترة الممتدة من عام 1898 حتى عام 1903 وهو ما يجعلها ثاني معلمة من أصحاب البشرة السوداء في أوماها بعد لوسي غامبل. عاشت كل من فيكتوريا وفلورنس وإدا في مدينة كانساس سيتي بولاية ميزوري وعملوا فيها كمعلمات. كذلك كانت إحدى بناته الأخريات مرشحة للعمل كمعلمة في مدارس أوماها الحكومية في عام 1880 بيد أن المجلس التعليمي قابل ترشيحها الوظيفي بالرفض ويرجع السبب في ذلك على الأرجح إلى أصلها العرقي. تزوج أوفرول بعد وفاة زوجته الأولى من ماري واشنطن في عام 1887 تقريبًا.
توفي والد إدوين في عام 1875 ليحصل الأخير على ثروة والده. وفي هذا الوقت غير إدوين اسمه الأخير من ويليامز ليصبح أوفرول. وأضحى من أغنى مواطني أوماها بعد نيله لهذا الميراث فضلًا عن ما كان يملكه بالفعل من أعماله التجارية الخاصة. استثمر أوفرول في المجال العقاري على نحوٍ واسع وشغل منصب مدير شركة ميزوري ونبراسكا لاستخراج الفحم وأصبح بعدها رئيسًا للشركة. كان منجم الشركة يقع على بعد 16 ميلًا من مدينة بلاتسموث.
استطاع أوفرول بحكم عمله الاجتماع بالعديد من الأصدقاء الذين زاروه في أوماها وكان بول لورنس دونبار من جملة هؤلاء الأصدقاء. كان أوفرول عضوًا في اللجنة التي استقبلت يوليسيس جرانت خلال زيارته لأوماها في عام 1879 وذلك نظرًا لعلاقته الوثيقة بحكومة المدينة فضلًا عن الخبرة العسكرية التي تمتع بها. كذلك كان على صلةٍ وثيقة بكل من أندرو وإدوارد روزواتر في عدد من الشؤون المدنية الخاصة بمدينة أوماها والأمر ذاته ينطبق في علاقته مع العمدتين بيمس ومورس.
توفي أوفرول في يوم 31 يوليو عام 1901 على إثر إصابته بمرض برايت. عُقدت مراسم دفنه في كنيسة شدياق القديس فيليب وتلاها على مسامع الحضور الأب جون ألبرت ويليامز ليدفن في مثواه الأخير في مقبرة بروسبكت هيل.